# Nawaf Ghazaleh
Nawaf Ghazaleh (árabe: نواف غزالة; 1927 - 21 de novembro de 2005) foi um druso sírio que assassinou o presidente sírio deposto Adib Shishakli.
O assassinato ocorreu em 27 de setembro de 1964 no interior de Goiás, onde Shishkhali estava no exílio. Ghazaleh se aproximou de Shishkhali enquanto atravessava uma ponte entre as cidades de Ceres e Rialma, e trocou algumas palavras com ele antes de atirar nele cinco vezes com uma pistola. Foi uma vingança pela campanha militar de Shishakli em Jabal al-Druze. O clã Ghazaleh sofreu algumas das maiores baixas durante o ataque.
Durante o julgamento de Nawaf Ghazali, o presidente da França, Charles de Gaulle, visitou o Brasil e foi perguntada sobre sua opinião sobre o clã conhecido, e sua resposta foi testemunho que reduziu muito a duração do julgamento de Nawaf, entre outros. De Gaulle disse: "o clã Ghazaleh é a honra dos árabes que amam a verdade e morrem no caminho, não superam ninguém e não dormem em uma injustiça que protege o hóspede e o intruso com sangue e torna a redenção preciosa e barato da sua dignidade".
Ghazaleh morreu no Brasil em 2005 e foi enterrado em As-Suwayda, cujos restos mortais foram bem recebidos.